# Terrance és Phillip fingik egymásra
A Terrance és Phillip fingik egymásra (Terrance and Phillip: Behind the Blow) a South Park című rajzfilmsorozat 70. része (az 5. évad 5. epizódja). Elsőként 2001. július 18-án sugározták az Egyesült Államokban.

## Cselekmény
|  | Alább a cselekmény részletei következnek! |

Az epizód elején a fiúk TV-t néznek, amikor rájönnek, hogy a Terrance és Phillip egyik ismétlését adják le, de Cartman még nem látta. A szöveget tudják, de mégis jót röhögnek rajta. Ezután mutatják, hogy Denverben személyesen lehet találkozni Terrance-szel és Philippel. Kyle Broflovski hajnali 3-ig állt sorba a jegyekért, de megszerezte őket a 68. sorba. A nemzeti Föld Napja mozgalom South Parkban akarja megrendezni a Föld Napja Agymosó Fesztivált. A Fesztivál pénteken lesz, de már csütörtök este hozzá kell látni a munkálatoknak. A fiúk ennek nem örülnek, mert Kyle szerint: „Mert jegyünk van a holnapi Terrance és Phillip Showra, és nem volt két fillér, b*szki!”
Kyle azt hazudja, hogy azért mennek Denverbe, hogy meghívják Terrance-t, és Phillipet a műsorba. Denverben a shown Terrance-t mutatják be, de a fiúk túl dagadtnak találják. A közönség Phillipet akarja, amikor megjelenik egy ember, Phillipnek öltözve. A fiúknak nem tetszik a műsor, kivéve Cartmant. A műsor végén beszélni akarnak Terrance-szel, de még egy csomóan állnak előttük, ezért be kell állni a sorba. A fiúk belemásznak egy nő nadrágjába, majd bent kimásznak belőle. A nő elrohan, majd a fiúk rábeszélik Terrance-et, hogy jöjjenek el a Föld napjára South Parkba. Kiderül, hogy Terrace írja a forgatókönyvet, és Phillippel már nem barátok, és még pénzt se keres. (Valószínűleg ezért hízott el.)
Kiderül, hogy Phillip Shakespeare-t játszik Torontóban. A Föld napján a felnőttek kiakadnak, hogy már bejelentették, hogy eljönnek, de nem jönnek el. A fiúkat Kanadába küldik Phillipért, aki pont fellép, Hamletként. A fiúk beszélnek Phillippel, de ő nem akar fellépni Terrance-szel. Cartman megfenyegeti Phillipet. Kyle hazudik Phillipnek, de a végén Phillip eljön South Parkba. A Föld napján megjelennek mind a ketten, és összevesznek. Kennynek az egyik karját levágják. A páros összeveszik, majd elmennek. Kennynek ezért levágják a másik karját is. A Föld Napján a páros műsorát videóról mutatják. Bemutatják a páros első fellépését, és miképp alakult meg a show. Közben Phillip odasétál Mr. Garrisonhoz, a buszmegállót keresve. Kennynek levágják az egyik lábát. A páros a film után kibékül. Kennynek a másik lábát is levágják.

## Kenny halála
Kennynek folyamatosan vágják le a testrészeit, de életben marad.

## Érdekességek, utalások
- Az epizód kiparodizálja a Terrance & Phillip lukam nélkül soha című részt.
- Mikor nézik a videót, amit a fiúk csináltak, többször is látszanak a South Park – Nagyobb, hosszabb és vágatlan című mozifilmből jelenetek.
- Az, hogy folyamatosan vágják le Kenny végtagjait utalás a Gyalog galopp című filmre, ahol szintén ezt csinálták a Fekete lovaggal.